# Список виконтств Франции
Виконтства Франции (список)
Список средневековых феодальных княжеств Франции, правители которых носили титул виконта:
- Агд (Agde)
- Альби (Albi)
- Авранш (Avranches)
- Беарн (Béarn)
- Безье (Béziers)
- Бо (Baux)
- Бомон (Beaumont)
- Бон (Beaune)
- Бурж (Bourges)
- Безом (Bezaume)
- Буассар (Boissard)
- Брюлуа (Brulhois)
- Брюникель (Bruniquel)
- Вантадур (Ventadour)
- Вандом (Vendôme)
- Дижон (Dijon)
- Домуа (Daumoy)
- Донж (Donges)
- Жерарме (Gerardmer)
- Зеликур (Zélicourt)
- Кан (Caen)
- Каор (Cahors)
- Карла (Carlat)
- Кастельну (Castelnou)
- Карейль (Carheil)
- Клермон (Clermont)
- Комбор (Comborn)
- Контевиль (Conteville)
- Корнейлан (Corneillan)
- Котантен (Cotentin)
- Крейсель (Creyssel)
- Кузеран (Couserans)
- Лабур (Labourd)
- Лотрек (Lautrec)
- Лаведан (Lavedan)
- Леон (Leon)
- Лимож (Limoges)
- Лувиньи (Louvigny)
- Марсан (Marsan)
- Машо (Machault)
- Марсель (Marseille)
- Мердриньяк (Merdrignac)
- Мийо (Millau)
- Минерв (Minerve)
- Мо (Meaux)
- Молеврие (Maulèvrier)
- Нарбонн (Narbonne)
- Ним (Nîmes)
- Обюссон (Aubusson)
- Овернь (Auvergne)
- Олорон (Oloron)
- Осер (Auxerre)
- Полиньяк (Polignac)
- Помье (Pommiers)
- Пороэ (Porhoët)
- Рошешуар (Rochechouart)
- Роган (Rohan)
- Руан (Rouen)
- Со (Sault)
- Сент-Антонен (Saint-Antonin)
- Сен-Флорантен (Saint-Florentin)
- Тоннер (Tonnerre)
- Туар (Thouars)
- Тур (Tours)
- Труа (Troyes)
- Тюренн (Turenne)
- Фезансаге (Fézensaguet)
- Фрежюс (Frejus)
- Фронсак (Fronsac)
- Шательро (Chatellerault)
- Эрвилле (Ervillers)
- Юзес (Uzès)